# 西鳴水
西鳴水（にしなるみず）は福岡県北九州市八幡西区の地名。西鳴水一丁目から二丁目の町がある。住居表示実施済み。郵便番号は806-0054。

## 地理
八幡西区の北部東側に位置し、北に岸の浦、東に東鳴水，大字鳴水、南に大畑町、西に京良城町，幸神と接する。

### 河川
- 二級河川 撥川

## 地域の特徴
東縁に沿って撥川が北流し、南縁に沿って東西に北九州高速4号線が走る。南に向かって上り勾配であり、南部は急傾斜地となっている。一丁目に北九州市立黒崎中学校，市営西鳴水団地，市営西鳴水中団地、二丁目に北九州市立黒畑小学校，市営黒畑団地がある。

## 歴史
第二次世界大戦中は遠賀川水道南沿いに数戸の仮住宅があったが、それを撤去し、1950年（昭和25年）黒崎中学校校舎が文部省モデルスクールとして建設された。同校付近は鳴水町長谷と通称された。1957年（昭和32年）以来の鳴水団地の建設による人口増加により、1961年（昭和36年）、黒畑小学校が開校した。南部の急傾斜にある住宅街は昭和50年代後半に形成された。

### 沿革
- 1938年（昭和13年） - 大字鳴水の一部より鳴水町新設[4]。
- 1943年（昭和18年） - 大字藤田，大字鳴水の一部が鳴水町に編入[4]。
- 1960年（昭和35年） - 大字熊手，大字鳴水の一部が鳴水町に編入[4]。
- 1963年（昭和38年）2月1日 - 八幡市、戸畑市、小倉市、若松市、門司市の5市が合併し、北九州市が発足。八幡市鳴水町は北九州市八幡区鳴水町となる。
- 1963年（昭和38年）4月1日 - 北九州市が政令指定都市に指定され、八幡区、戸畑区、小倉区、若松区、門司区の5区を設置。北九州市八幡区鳴水町は北九州市八幡区鳴水町となる。
- 1968年（昭和43年）6月1日 - 西鳴水一丁目 - 二丁目新設。鳴水町は消滅[5]。
- 1974年（昭和49年）4月1日 - 八幡区が八幡西区と八幡東区に分かれ、八幡区西鳴水一丁目 - 二丁目は八幡西区西鳴水一丁目 - 二丁目となる[6]。

### 町名の変遷
| 実施内容          | 実施年月日               | 実施後       | 実施前                             |
| ----------------- | ------------------------ | ------------ | ---------------------------------- |
| 町名新設 住居表示 | 1968年（昭和43年）6月1日 | 西鳴水一丁目 | 鳴水町の一部                       |
| 町名新設 住居表示 | 1968年（昭和43年）6月1日 | 西鳴水二丁目 | 鳴水町，大字鳴水，大字熊手の各一部 |

## 世帯数と人口
2025年（令和7年）3月31日現在（北九州市発表）の世帯数と人口は以下の通りである。
| 町           | 世帯数  | 人口    |
| ------------ | ------- | ------- |
| 西鳴水一丁目 | 122世帯 | 199人   |
| 西鳴水二丁目 | 562世帯 | 1,142人 |
| 計           | 684世帯 | 1,341人 |

### 人口の変遷
国勢調査による人口の推移。
| 1995年（平成7年）  | 1,112人 | [ 8 ]  |  |
| 2000年（平成12年） | 972人   | [ 9 ]  |  |
| 2005年（平成17年） | 1,293人 | [ 10 ] |  |
| 2010年（平成22年） | 1,585人 | [ 11 ] |  |
| 2015年（平成27年） | 1,644人 | [ 12 ] |  |
| 2020年（令和2年）  | 1,512人 | [ 13 ] |  |

### 世帯数の変遷
国勢調査による世帯数の推移。
| 1995年（平成7年）  | 439世帯 | [ 8 ]  |  |
| 2000年（平成12年） | 421世帯 | [ 9 ]  |  |
| 2005年（平成17年） | 581世帯 | [ 10 ] |  |
| 2010年（平成22年） | 638世帯 | [ 11 ] |  |
| 2015年（平成27年） | 698世帯 | [ 12 ] |  |
| 2020年（令和2年）  | 676世帯 | [ 13 ] |  |

## 学区
市立小・中学校に通う場合、学区は以下の通りとなる。
| 町           | 街区 | 小学校               | 中学校               |
| ------------ | ---- | -------------------- | -------------------- |
| 西鳴水一丁目 | 全域 | 北九州市立黒畑小学校 | 北九州市立黒崎中学校 |
| 西鳴水二丁目 | 全域 | 北九州市立黒畑小学校 | 北九州市立黒崎中学校 |

## 交通

### バス
域内のバス停と系統は以下のとおりである。
| 運行事業者 | 運行事業者   | 西鉄バス北九州 |
| 系統       | 系統         | 73             |
| 停留所     | 大畑入口     | ○              |
| 停留所     | 大畑市営住宅 | ○              |

## 施設

### 教育施設
- 北九州市立黒崎中学校
- 北九州市立黒畑小学校

### 公営住宅
- 市営西鳴水団地
- 市営西鳴水中団地
- 市営黒畑団地

### 公園
- 黒ヶ畑公園
- 西鳴水公園
- 西鳴水二丁目公園